# Saint-Aybert
 Saint-Aybert  es una población y comuna francesa, en la región de Norte-Paso de Calais, departamento de Norte, en el distrito de Valenciennes y cantón de Condé-sur-l'Escaut.
La comuna es fronteriza con Bélgica.

## Demografía
| 344 | 319 | 275 | 296 | 295 | 339 |
| Para los censos de 1962 a 1999 la población legal corresponde a la población sin duplicidades (Fuente: INSEE [Consultar]) |     |     |     |     |     |